# Bram van der Tak
Abraham C. van der Tak (Sint Pancras, 1935) is een in de internationale schaakwereld bekende Nederlandse schaker. Hij leerde het spel op een lagere school in Delft van de meester als de meisjes handwerken hadden. In 1966 begon hij met correspondentieschaak en in 1972 werd hij kampioen van Nederland van de International Correspondence Chess Federation (ICCF). Hij liet daarbij Kor Mulder van Leens Dijkstra en Dick Smit ver achter zich. Van der Tak speelde ook mee in de Schaakolympiade en hij kreeg in 1981 de titel van ICCF-meester. Hij schrijft al meer dan dertig jaar theoretische artikelen in "Schaakschakeringen", het orgaan van de Nederlandse Bond van Correspondentieschakers (NBC), waarin hij veel openingsvarianten behandelt. Ook in het schaakblad New In Chess verschijnen regelmatig artikelen van Van der Tak, alsmede in het Noorse Postsjakk en het Canadese blad Check!. Bram van der Tak heeft een bibliotheek met ruim 4000 schaakboeken en talloze schaaktijdschriften. Hij heeft een aantal schaakboeken geschreven, waaronder de serie Taktiek in de opening, die ook zijn vertaald in het Engels (Tactics in the Chess Opening).